# Cornelis Brisé
Cornelis Brisé (Haarlem, ca. 1622 - Amsterdam, ca. 1670), ook wel gegeven als Briese, Brisée, Brizé, Briezé of Brizée, was een Nederlandse kunstschilder en tekenaar. Hij schilderde onder meer stillevens en portretten.

## Werk

### Schilderij voor het Stadhuis

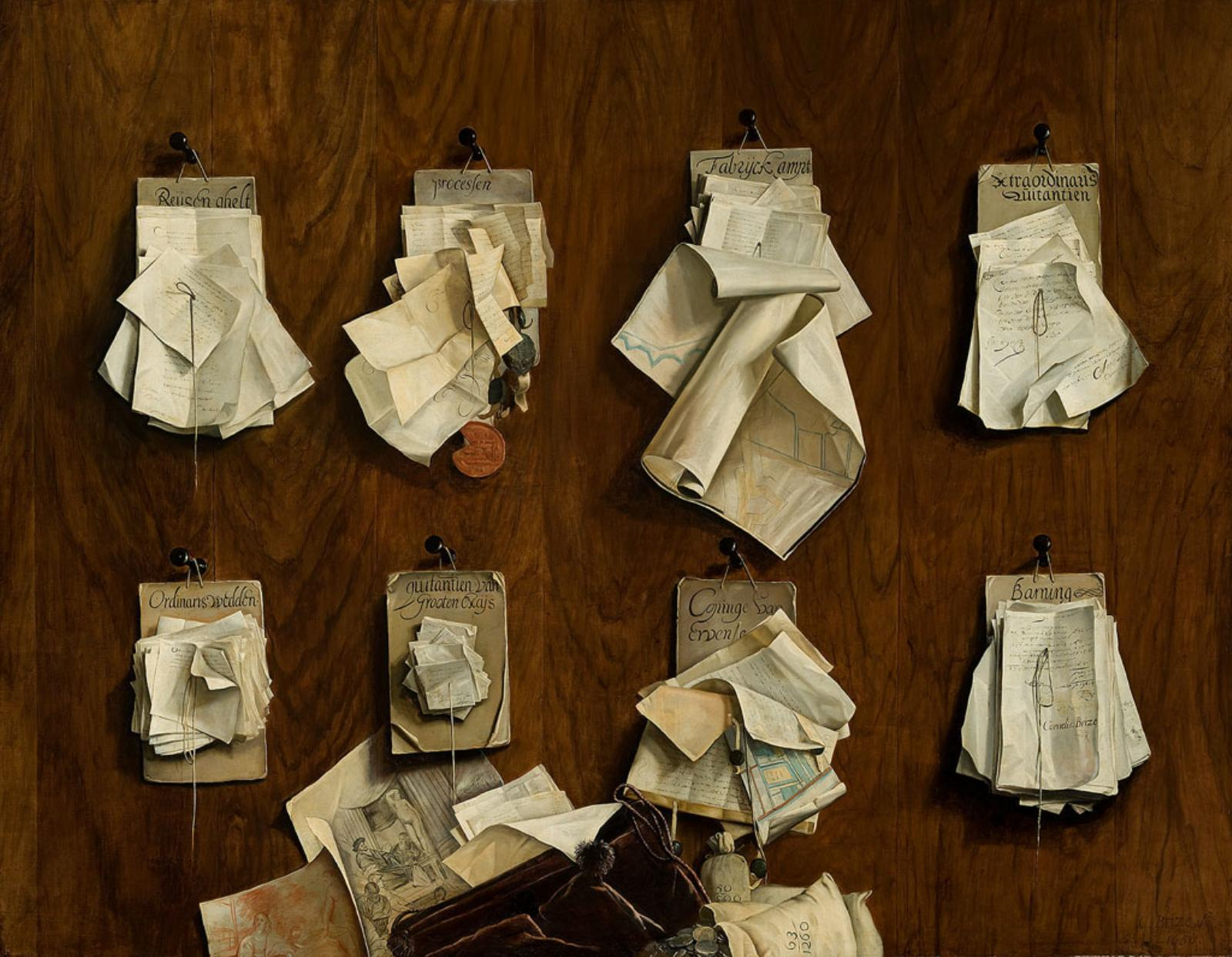
Het schilderij dat in de Thesaurie Ordinaris van het Stadhuis op de Dam hing

Vanaf 1655 kreeg hij een aantal opdrachten van de stad Amsterdam, waaronder een stilleven uit 1656 in trompe-l'oeil-stijl, dat in het Stadhuis op de Dam hing. Het ongebruikelijke stuk is een van de schilderijen waarmee het nieuwe stadhuis werd versierd. Het was het enige van deze schilderijen dat niet een historisch, mythologisch of bijbels tafereel afbeeldde.
Het schilderij hing in de Thesaurie Ordinaris, het kantoor van de beheerders van de stadsfinanciën. Op het schilderij zien we een houten wand met acht knoppen. Aan elke knop hangt een lias, een samengebonden bundel beschreven papier. Op sommige paperassen zijn plattegronden getekend, aan andere hangen zegels. Onderaan, op een onzichtbare bodem, liggen onder meer zakken geld en twee tekeningen.
Joost van den Vondel dichtte een bijschrift voor dit schilderij:
Men riep, de Drukkonst en de Schrijfkonst zal verwildren
Nu Holland ons verbied 't gebruik van Fransch papier.
Ontsla u van dees zorg, sprak Amstels Trezorier
Brizé bestelt papier, als hij zich zet tot schild'ren.
Bezie dat Tafereel; wat ziet gij daar omhoog?
Papieren, bul en brief: of schijn bedriegt ons oog.
Het schilderij werd in 1906 overgebracht naar het Stedelijk Museum.

### Ander werk
Voor de intocht van Louise Henriëtte van Nassau in Amsterdam in 1659 ontwierp hij praalwagens. Zijn laatste uitbetaling door de stad was op 27 mei 1664 voor het verschilderen van een schild in de raadskamer van het Stadhuis.
Brisé beschilderde rond 1663 ook de luiken van het kleine of transeptorgel in de Oude Kerk met muziekinstrumenten.
Het Rijksmuseum heeft een stilleven uit 1665 van Brisé  in bezit waarop allerlei voorwerpen staan afgebeeld: een helm met pluimen, een blad papier met een vers en een zegel, een kuras, boeken, een doedelzak en een trompet, handboeien, een vaandel, een bisschopsstaf, een schep, een tulband met een kroon en een globe.

## Leven
Brisé was al in 1633, op jonge leeftijd, weduwnaar geworden toen zijn vrouw  Ida Cornelis overleed. Binnen enkele weken ging hij in ondertrouw met een andere vrouw, de 18-jarige Marrike Marcus. Hij woonde destijds aan de Amsterdamse Bloemgracht.
Rond 1642 maakte hij een reis naar Rome. In 1642 werd hij tijdens een volkstelling in Rome aangetroffen in een herberg in de kunstenaarswijk Lucina, in gezelschap van zijn broer Claes en enkele Polen. In de winter van 1644/45 was hij weer terug in Amsterdam en woonde in de Kalverstraat. Op 24 januari 1645 werd een kind van hem in de Oude
Kerk begraven en op 16 april van dat jaar werd een dochtertje, Josina, in de Oude Kerk ten doop gehouden.
Brisé was aanwezig bij het eerste Sint Lucasfeest op 20 oktober 1653 in de Voetboogdoelen, en verzorgde versieringen voor het feest. Hij werd genoemd in een gedicht van Jan Vos, Strydt tusschen de Doodt en Natuur, of Zeege der schilderkunst, dat bij deze gelegenheid werd voorgedragen:
Briezé zal, tot sieraadt, festonnen vlechten
Van speel-en-bou- en wapentuigh, en blaân
Van lauwres offeren op uw altaaren.
Het Amsterdams Gemeentearchief bevat een aan Brisé toegeschreven ontwerp voor de in het gedicht genoemde festoenen.
Hij overleed kort voor of in 1670. Zijn weduwe hertrouwde kort daarna met de schilder Govert van der Leeuw, In 1892 werd een huwelijkscontract in Frankrijk gevonden, gedateerd 21 november 1670. Hierin ging zijn weduwe, genoemd als Marie Jans, in Parijs een huwelijk aan met Govert van der Leeuw, in het contract Gabriel de Lyon genoemd. In het contract verklaart de aanstaande bruid 8000 pond aan waardepapieren, meubelen, zilver, linnen en kleding te zullen inbrengen. Dit bedrag was volgens het contract niet door Brisé aan haar nagelaten; zij had het na zijn dood verdiend.
- Biografisch Portaal: 28845914
- Digitale Bibliotheek voor de Nederlandse Letteren: briz001
- International Standard Name Identifier: 0000 0000 6953 6330
- Nederlandse Thesaurus van Auteursnamen: 102529140
- RKD-Nederlands Instituut voor Kunstgeschiedenis: 12680
- Union List of Artist Names: 500004692
- Virtual International Authority File: 95709466
- WorldCat: E39PBJxmHc3h7H979Bhb6VPfbd